# Alameda (eiland)
Alameda (ook wel Alameda Island genoemd) is een eiland in de Baai van San Francisco in de Amerikaanse staat Californië. Het eiland ligt ten zuiden en westen van de stad Oakland en ten oosten van de stad San Francisco aan de andere kant van de baai. Op Alameda Island ligt het grootste deel van de stad Alameda in Alameda County. De stad had in 2010 73.812 inwoners. Op het eiland ligt naast een groot gedeelte van de stad ook een oude gesloten vliegbasis. Van het eiland naar het vasteland liggen drie bruggen: Park Street Bridge, Fruitvale Bridge en High Street Bridge, en twee onderwatertunnels: de Posey Street Tube (verkeer naar Oakland) en de Webster Street Tube (verkeer naar Alameda).

## Geschiedenis
In een ver verleden was Alameda Island een schiereiland dat deel uitmaakte van Oakland, maar is daar nu van gescheiden door het Oakland-estuarium. Een groot deel van het gebied lag laag en was erg moerassig, maar op de hogere gronden van het schiereiland en het huidige centrum van de stad Oakland groeide een van de grootste eikenbossen ter wereld. Het gebied droeg dan ook vroeger de Spaanse naam Encinal, dat 'eikenbos' betekent. De naam Alameda betekent 'bosje populieren' en is als winnaar uit de bus gekomen bij een stemming in 1853.
Toen de Spanjaarden arriveerden was de omgeving van Alameda bewoond door de Ohlone, een indianenvolk. Het schiereiland werd onderdeel van Rancho San Antonio, een enorm stuk land dat door de Spaanse koning was toegekend aan Luis Peralta. Na de Spaanse onafhankelijkheid werd het land onderdeel van de nieuwe republiek Mexico.
Na verloop van tijd werd het eiland bekend onder de namen Bolsa de Encinal en Encinal de San Antonio